# Sulzberg (Germania)
Sulzberg è un comune tedesco di 4 637 abitanti, situato nel land della Baviera.